# Tymoteusz (Seviciu)
Tymoteusz, imię świeckie Traian Seviciu (ur. 4 czerwca 1936 w Timișoarze) – rumuński biskup prawosławny.

## Życiorys
Syn Caiusa i Vioary Seviciu, dzieciństwo i młodość spędził w rodzinnym mieście, gdzie uzyskał wykształcenie podstawowe, a następnie ukończył liceum. W latach 1953–1957 ukończył studia teologiczne w Instytucie Teologicznym Uniwersytetu w Bukareszcie. Tytuł licencjata teologii uzyskał na podstawie dysertacji poświęconej chrystologii i soteriologii Atanazego Wielkiego. W latach 1957–1960 kontynuował studia teologiczne jako doktorant, specjalizując się w patrologii i historii Kościoła. W 1962 obronił pracę doktorską poświęconą doktrynie chrystologicznej świętego Cyryla Aleksandryjskiego.
Od 1961 był wykładowcą seminarium duchownego w Caransebeș i sekretarzem zarządu eparchialnego w Aradzie, zaś od 1962 – w Timișoarze. 22 października 1961 przyjął święcenia diakońskie, a 10 marca 1962 – kapłańskie. Wieczyste śluby mnisze złożył 24 czerwca 1969 w monasterze Hodoș-Bodrog, przyjmując imię zakonne Tymoteusz. W roku następnym otrzymał godność archimandryty. Wcześniej, w 1968, został wikariuszem administracyjnym archieparchii Timișoary i Caransebeș.
Kontynuował studia teologiczne w zakresie ekumenizmu na wydziale teologii protestanckiej w Neuchatel (1967), w Instytucie Ekumenicznym w Bossey (1967–1968) oraz na wydziale teologicznym we Fryburgu. Nauczył się również języka francuskiego i brał udział w spotkaniach ekumenicznych.
Z rekomendacji metropolity Banatu Mikołaja w 1976 został wyświęcony na biskupa pomocniczego archideparchii Timișoary i Caransebeș z tytułem biskupa lugojańskiego. Osiem lat później został wybrany na arcybiskupa Aradu i w tym samym roku intronizowany.
W archieparchii Aradu doprowadził do wzniesienia ponad 70 nowych cerkwi, w tym soboru Trójcy Świętej w Aradzie, i odnowienia ok. 450 zabytkowych obiektów sakralnych. W 1989 otworzył muzeum sztuki i starych książek rumuńskich. W 1991 założył również seminarium teologiczne dla mnichów. Autor publikacji z dziedziny teologii i historii zabytków sakralnych na terenie archieparchii Aradu.
Honorowy obywatel Aradu od 2004.